# Kingsman: Голубая кровь
«Kingsman: Голубая кровь» (англ. Kingsman: The Blue Blood) — будущий шпионский боевик режиссёра Мэттью Вона по сценарию Джейн Голдман и Вона. Фильм основан на серии комиксов The Secret Service издательства Marvel Comics, в свою очередь основанной на концепции Миллара и Вона. Четвертая часть франшизы Kingsman и прямое продолжение фильма «Kingsman: Золотое кольцо». Главные роли в фильме исполнят Колин Фёрт и Тэрон Эджертон, которые повторят свои роли из предыдущих фильмов.

## Сюжет
Подробности сюжета держатся в тайне.

## В ролях
| Актёр          | Роль                         |
| -------------- | ---------------------------- |
| Тэрон Эджертон | Гэри «Эггси» Анвин / Галахад |
| Колин Фёрт     | Гарри Харт / Галахад         |
|                |                              |

## Производство
В мае 2016 года Мэттью Вон заявил, что снимет сиквел фильма «Kingsman: Золотое кольцо», добавив, что он и соавтор сценария Джейн Голдман наметили сюжет во время работы над вторым фильмом. Позже Вон заявил, что его личный выбор на роль злодея — Дуэйн Джонсон. В июне 2018 года режиссёр объявил, что третий фильм будет сниматься встык с фильмом «King’s Man: Начало» и станет «завершением отношений Гарри Харта и Эггси». Колин Ферт и Тэрон Эгертон вновь исполнят свои роли из предыдущих фильмов. Вон заявил, что производство планируется начать в конце 2019 — начале 2020 года. В сентябре 2020 года фильм получил рабочее название «Kingsman: Голубая кровь».
В декабре 2021 года Вон заявил, что съёмки начнутся в сентябре 2022 года. В июле 2022 года Эгертон сообщил, что основные съёмки начнутся в 2023 году. В октябре 2023 года Вон сообщил, что съёмки начнутся в 2024 году.
Первоначально премьера фильма была запланирована студией 20th Century Studios на 2023 год, но затем была перенесена на более поздний срок.